# Eremias lalezharica
Eremias lalezharica is een woestijnhagedissensoort uit de familie echte hagedissen (Lacertidae). 
De wetenschappelijke naam van de soort werd voor het eerst voorgesteld door Jiři Moravec in 1994.
Een Tsjechoslowaaks-Iraanse Entomologische Expeditie had in 1977 zes specimens van deze soort verzameld in Iran. De naam is afgeleid van de Iraanse naam "Kuh-e Lalezhar" van de berg aan de voet waarvan het holotype werd verzameld. Die ligt in de provincie Kerman in het zuid-oosten van Iran. Het holotype heeft een lichaamslengte (snout-to-vent) van 70 mm en een staart van 101 mm lengte.